# Miraldus truncatus
Miraldus truncatus är en insektsart som beskrevs av Melichar 1902. Miraldus truncatus ingår i släktet Miraldus och familjen dvärgstritar. Inga underarter finns listade i Catalogue of Life.